# PalaKennedy
Il PalaKennedy è un palazzetto dello sport di Brugherio (MB).
Viene utilizzato come campo per le partite casalinghe dalla squadra di pallavolo maschile dei Diavoli Rosa Brugherio.

## Struttura
Di pianta rettangolare, è costituito da tribune e da una palestra ridotta. È una struttura polifunzionale dove si possono praticare diversi sport: pallavolo, pallacanestro, calcio a 5, arti marziali.